# Geoffrey Clough Ainsworth
Geoffrey Clough Ainsworth ( Birmingham, Inglaterra el 9 de octubre de 1905 - Derby el 25 de octubre de 1998) fue un micólogo británico e historiador científico.

## Educación y carrera
Recibió su doctorado en la Universidad de Londres en 1934. Desde la década de 1930 a 1960 estudió y escribió trabajos sobre los hongos, incluidos sus usos médicos. 
Su primer libro fue: ''The Plant Diseases of Great Britain. Con Guy Richard Bisby (1889-1958), escriben el Dictionary of the Fungi que comienza a aparecer en 1943 y qua contendrá numerosas reediciones. El número de champignons estimados por Bisby & Ainsworth pasa de 100.000 en 1943 a 260.000 en 1943.
Más tarde, escribió sobre la historia de su campo con "Una introducción a la Historia de Micología" (1976), "Introducción a la Historia de la Patología de Plantas" (1981), y "Una introducción a la Historia de Micología Médica" en 1986.

## Premios
- Medalla linneana (1980). Compartida con Roy Crowson.

- La abreviatura «Ainsw.» se emplea para indicar a Geoffrey Clough Ainsworth como autoridad en la descripción y clasificación científica de los vegetales.[2]